# Zygmunt Sokołowski (1908–1953)
Zygmunt Bohdan Sokołowski (ur. 20 kwietnia 1908 w Warszawie, zm. 29 sierpnia 1953 tamże) – polski wojskowy, major obserwator Polskich Sił Powietrznych, pułkownik ludowego Wojska Polskiego.

## Życiorys
Syn Stanisława i Leokadii z Suchożebrskich. W 1914 rodzice wyjechali na Syberię, gdzie ojciec, lekarz weterynarii, likwidował epidemię pryszczycy. W Kańsku Jenisiejskim ukończył trzy klasy gimnazjum. Po śmierci ojca w 1920 rodzina wróciła do Polski i osiadła w Wołominie. Tutaj, a następnie w Warszawie uczęszczał do gimnazjum, w 1924 wstąpił do Korpusu Kadetów w Modlinie, wkrótce przeniesiony do podobnego korpusu w Chełmnie. Następnie kształcił się w Szkole Podchorążych Artylerii w Toruniu. 15 sierpnia 1931 Prezydent RP Ignacy Mościcki mianował go podporucznikiem ze starszeństwem z dniem 15 sierpnia 1931 roku i 36. lokatą w korpusie oficerów artylerii, a Minister Spraw Wojskowych wcielił do dywizjonu manewrowego artylerii przy Centrum Wyszkolenia Piechoty w Rembertowie, który 31 grudnia tego roku został przemianowany na 32 dywizjon artylerii lekkiej. 
W 1933 ukończył kurs lotnictwa w Centrum Wyszkolenia Oficerów Lotnictwa w Dęblinie. 22 grudnia 1934 ogłoszono jego przeniesienie z 32 dal do 1 pułku lotniczego w Warszawie. W pułku został przydzielony do 11 eskadry liniowej. W 1938 zdał egzamin do Wyższej Szkoły Wojennej, lecz wojna uniemożliwiła mu podjęcie studiów. W marcu 1939 roku został dowódcą i organizatorem 221 eskadry bombowej. Następnie powierzono mu funkcję oficera taktycznego 220 dywizjonu bombowego. 
Wraz z dywizjonem został internowany w Rumunii, skąd przez Syrię dotarł do Francji, a następnie Wielkiej Brytanii. Posiadał numer służbowy RAF 76673. W 304 dywizjonie bombowym Ziemi Śląskiej im. ks. Józefa Poniatowskiego był głównym instruktorem nawigacji. Odbywał loty bojowe nad Niemcy, po jednym z nich ostrzelany samolot zmuszony był do wodowania na morzu. W 1945 ukończył półroczny kurs w Wyższej Szkole Lotniczej przy Wyższej Szkole Wojennej.
Po rozkazie o rozwiązaniu PSZ, 6 czerwca 1947 wrócił do kraju, zgłaszając władzom wojskowym gotowość dalszej służby. Kierował Wydziałem Szkolenia Bojowego DWL, w listopadzie 1948 został przeniesiony do Akademii Sztabu Generalnego WP na stanowisko wykładowcy lotnictwa, w 1950 kierował katedrą taktyki lotnictwa. Aresztowany 21 maja 1952, oskarżony o „spisek w wojsku”, pod wpływem tortur przyznał się do niepopełnionych win. W procesie Zg.R.19/52 uznany przez NSW za „zdecydowanego wroga Polski Ludowej”, 18 października 1952 ława NSW Sn.20/52 pod przewodnictwem ppłk Juliusza Krupskiego skazała go na podstawie art. 86 § 1,2 KK WP na karę śmierci. Rada Państwa nie skorzystała z prawa łaski. Wykonanie wyroku wstrzymano do czasu zakończenia śledztwa w sprawie płk. Stanisława Żymierskiego. Nakłaniany do składania fałszywych zeznań, stanowczo odmówił. To zdecydowało ostatecznie o jego losie. Stracony 29 sierpnia 1953.
Dokładne miejsce pochówku nieznane. Grób symboliczny znajduje się na Cmentarzu Wojskowym w Warszawie w Kwaterze „na Łączce”.

## Ordery i odznaczenia
- Krzyż Srebrny Orderu Wojennego Virtuti Militari
- Krzyż Walecznych – trzykrotnie
- Medal Lotniczy – trzykrotnie